# Bracon tshutshur
Bracon tshutshur  (лат.) — вид паразитических наездников из семейства Braconidae. Россия: Якутия (Чучур-Муран, окрестности Якутска).

## Описание
Длина 3,4 мм. Основная окраска тела чёрная, ноги коричневато-жёлтые. Между 2-м и 3-и тергитом брюшка проходит глубокий шов. Усики тонкие, нитевидые, состоят из 26 члеников. Вид был впервые описан в 2000 году российским гименоптерологом профессором Владимиром Ивановичем Тобиасом (ЗИН РАН, Санкт-Петербург) по типовым материалам с полуострова Камчатка. Включён в состав подрода Lucobracon.